# Anglo-estadounidenses
Los ingleses estadounidenses, o anglo-estadounidenses, son estadounidenses cuya ascendencia se origina total o parcialmente en Inglaterra [cita requerida]. En la Encuesta sobre la Comunidad Estadounidense de 2018, 22,8 millones se identificaron a sí mismos como de origen inglés [cita requerida]. 
El término es distinto de los estadounidenses de origen británico, que incluye no solo estadounidenses de origen inglés, sino también estadounidenses escoceses o irlandeses (Irlanda del Norte), galeses, de Cornualles y de la Isla de Man de todo el Reino Unido. Los demógrafos consideran el número informado de angloamericanos como un recuento muy bajo, ya que el índice de inconsistencia es alto y muchos, si no la mayoría, de los estadounidenses de origen inglés tienen una tendencia a identificarse simplemente como " estadounidenses" o si es de ascendencia europea mixta, identificarse con un grupo étnico más reciente y diferenciado [cita requerida]. En el censo de 1980 , más de 49 millones (49.598.035) de estadounidenses afirmaron tener ascendencia inglesa, con un 26,34%, este fue el grupo más grande entre los 188 millones de personas que informaron al menos una ascendencia. La población era de 226 millones, lo que habría convertido al grupo de ascendencia inglesa en el 22% del total [cita requerida]. Los estadounidenses escoceses-irlandeses son en su mayor parte descendientes de los escoceses de las tierras bajas y los ingleses del norte (específicamente, el condado de Durham, Cumberland, Northumberland y Yorkshire) colonos que colonizaron Irlanda durante la Plantación del Úlster en el siglo XVII [cita requerida].
En 1982, una encuesta de opinión mostró a los encuestados una tarjeta con una lista de varios grupos étnicos y preguntó: "Pensando en lo que han contribuido a este país y lo que han obtenido de este país, para cada uno de ellos, dígame si cree ha sido algo bueno o malo para este país" [cita requerida]. Los ingleses eran el grupo étnico superior, con un 66% que decía que eran algo bueno para los Estados Unidos, seguidos por los irlandeses con un 62% [cita requerida]. Ben J. Wattenberg sostiene que esta encuesta demuestra un prejuicio estadounidense generalizado contra los hispanos y otras poblaciones de inmigrantes recientes [cita requerida].

## Identidad  cultural
Los estadounidenses de ascendencia inglesa a menudo se ven y se identifican simplemente como "estadounidenses" debido a los numerosos lazos culturales históricos entre Inglaterra y los Estados Unidos y su influencia en la población del país. En comparación con grupos étnicos de otras ascendencias europeas, esto puede deberse al establecimiento temprano de asentamientos ingleses, así como a que grupos no ingleses emigraron para establecer comunidades significativas.[14]
Desde 1776, los estadounidenses de ascendencia inglesa han sido menos propensos a proclamar su herencia, a diferencia de los estadounidenses de ascendencia británica, los estadounidenses latinos, los estadounidenses africanos, los estadounidenses italianos, los estadounidenses irlandeses, los estadounidenses nativos u otros grupos étnicos. Una destacada especialista, Charlotte Erickson, los encontró étnicamente "invisibles", desestimando a las ocasionales Sociedades de San Jorge como clubes elitistas efímeros que no estaban en contacto con una comunidad étnica más grande.[15] En Canadá, en cambio, los ingleses organizaron mucha más actividad étnica, ya que compitieron fuertemente con los elementos bien organizados de origen francés e irlandés.[16] En los Estados Unidos, los inmigrantes escoceses estuvieron mucho mejor organizados que los ingleses en el siglo XIX, al igual que sus descendientes a fines del siglo XX.